# Liberty a Messina

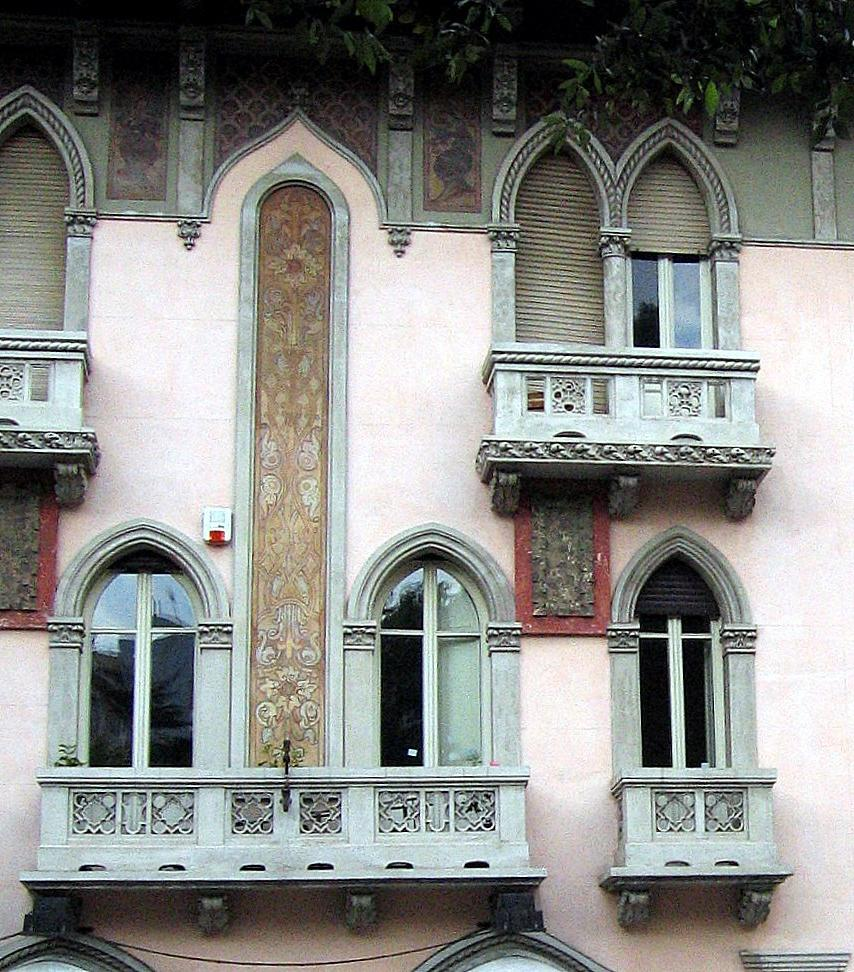
Esempio di eclettismo messinese

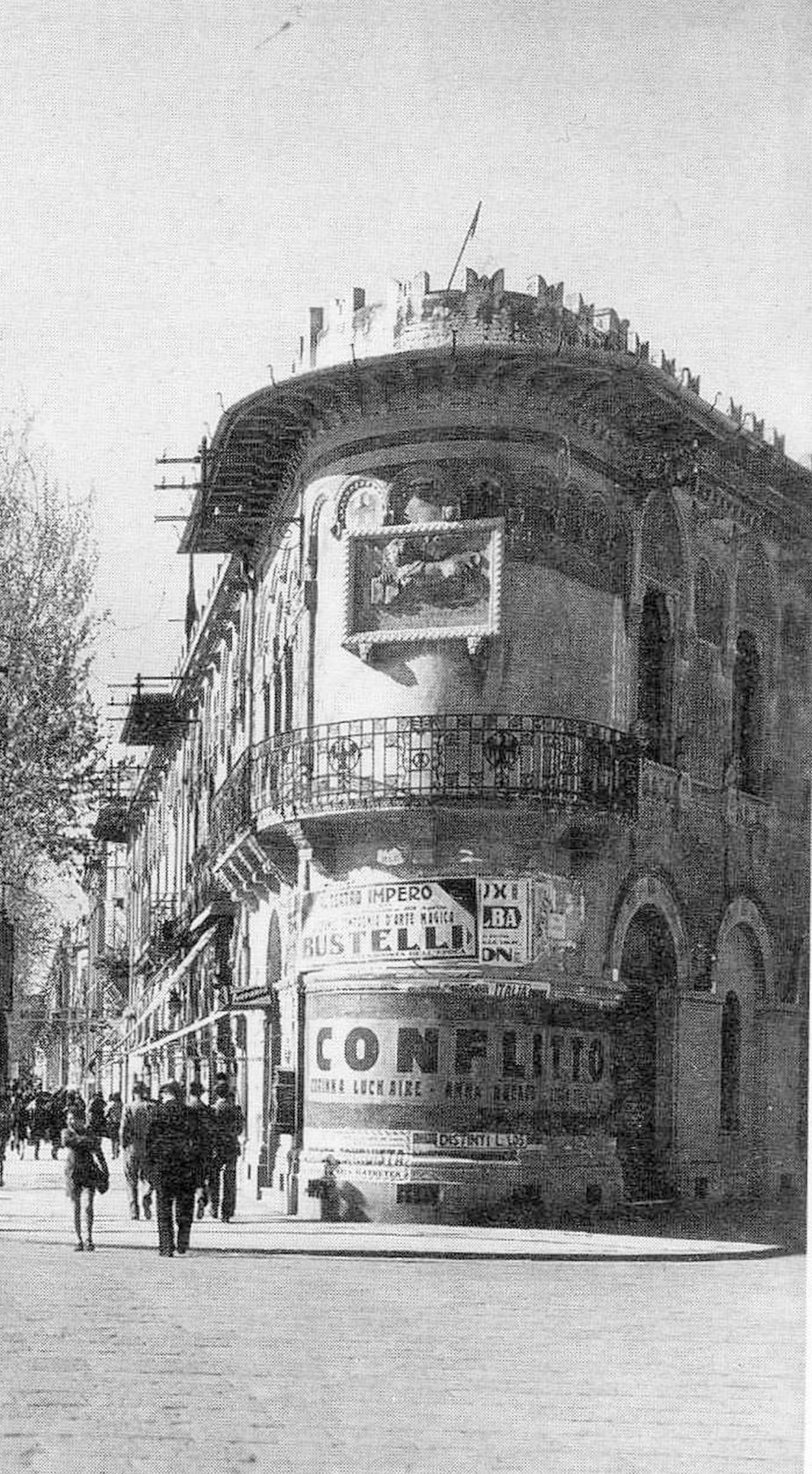
Palazzetto Coppedé in corso Garibaldi

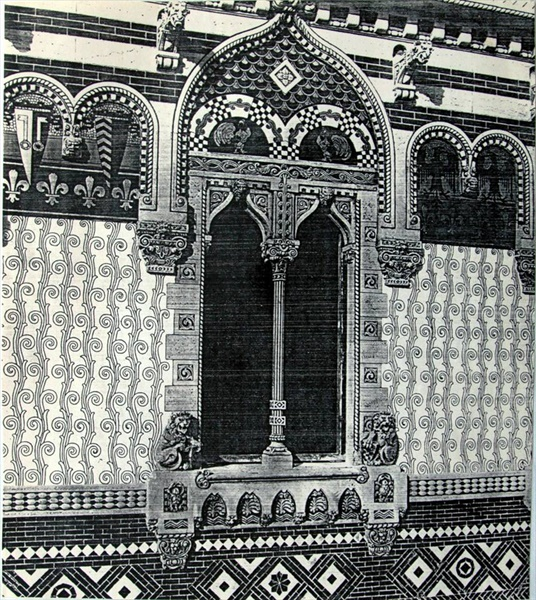
Palazzetto Coppedé, bifora

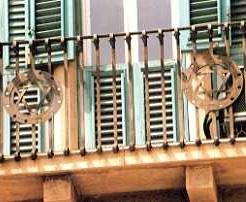
Palazzo Cerruti, Maghen David (o "stella di Davide")

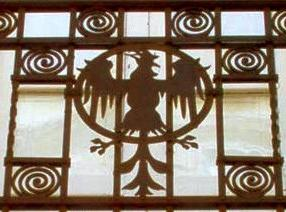
Palazzetto Coppedé, aquila

Con Liberty a Messina si intende la declinazione dello stile Liberty seppur parzialmente influenzata dall'eclettismo e sviluppatasi durante la ricostruzione che seguì il devastante terremoto del 28 dicembre 1908 che rase al suolo la città.
Dopo la decisione di ricostruire Messina giunsero in città numerosi architetti e ingegneri, molti dei quali si presentarono con nuove idee che in capo al decennio successivo influenzarono profondamente l'architettura messinese con la costruzione di edifici elaborati in un linguaggio eclettico che bene si accomunò e integrò con l'Art Nouveau. Così a Messina sorsero i primi palazzi in stile eclettico e Liberty che tuttora ne influenzano il disegno urbano con un ricco patrimonio architettonico, testimonianza del Liberty e dell'eclettismo in Sicilia.

## Storia
Il passaggio dal XIX al XX secolo in Europa fu caratterizzato da un fervente rinnovamento delle espressioni artistiche sicuramente influenzate dal progresso tecnico e dall'entusiastica esaltazione positivista degli importanti traguardi raggiunti dalla scienza. 
Le evoluzioni dell'avanguardia artistica di fine Ottocento coinvolsero dapprima le arti applicate, assumendo denominazioni differenti a seconda delle aree geografiche: nell'area francofona prese il nome di Art Nouveau, in Germania Jugendstil, in Austria Sezessionstil, Modern Style in Gran Bretagna e Modernismo in Spagna.
In Italia la nuova corrente si affermò nelle maggiori città italiane, con assoluta prevalenza a Torino e Milano al Nord e Palermo al Sud, inizialmente come «arte nuova», declinando il termine direttamente dal francese e ciò invita a riflettere quanto in Italia e Francia più che nel resto d'Europa il nome di questo nuovo stile non provenne da quel forte desiderio di rottura con il passato e con la tradizione accademica. Nel contesto nazionale questa nuova corrente, che in seguito assunse il nome di «stile floreale», non si consolidò mai in una vera e propria scuola italiana di riferimento ma si affermò, seppur con un lieve ritardo rispetto ai maggiori paesi europei, vivendo il suo massimo splendore nei primissimi anni del Novecento. 
In questo primo decennio del Novecento e a seguito delle edizioni dell'Esposizione Internazionale d'Arte Decorativa Moderna di Torino, infatti, si può parlare di «Liberty», termine che infine si affermò più diffusamente nel complessivo e variegato panorama architettonico nazionale e derivante dai celebri magazzini londinesi di Arthur Lasenby Liberty, tra i primi a esporre e diffondere oggetti e stampe di gusto esotico che ostentavano le forme sinuose tipiche di questo nuovo stile.
Nell'Italia centrale e meridionale il Liberty fu parzialmente influenzato dall'imperante eclettismo, dando vita in parte un Liberty decisamente più contaminato ma tuttavia di apprezzabile interesse architettonico.

## Nascita e sviluppo dello stile liberty a Messina
Pregevole esempio di Liberty puro è la recinzione e il portale d’ingresso di Villa Garnier sulla via Consolare Pompea nel Villaggio S. Agata, che testimoniano l’esistenza di questo stile a Messina già prima del 1908. La villa Fog, nel Villaggio Paradiso a Messina, è costituita da un massiccio edificio a due elevazioni fuori terra e rappresenta un emblematico esempio di architettura neoclassica tardo-ottocentesca (1880) ripresa, nei motivi decorativi post-floreali, agli inizi del Novecento (1915). Nato come Istituto Sperimentale Talassografico, oggi Istituto Centrale di Biologia Marina, fu progettato dall’ing. Virgilio Caccini colonnello della Regia Marina (1914). Assomma in sé i caratteri stilistici del Liberty attardato e del primo Eclettismo. Villa Florio, edificata da Ernesto Basile (Palermo, 1857-1932) negli anni 1909-13 nel Villaggio Contemplazione di Messina, costituisce un esempio di liberty puro attraverso la linea curva. La Cassa Centrale di Risparmio “Vittorio Emanuele” in Via Garibaldi, di Ernesto Basile in collaborazione con l’ing. Mallandrino, fu realizzata nel 1926-27 e rappresenta una delle poche testimonianze del liberty palermitano declinato nel contesto della città dello Stretto, in piena attività ricostruttiva dopo il disastroso terremoto. Ernesto Basile, a Messina, progettò anche il portico di piazza del Popolo nel 1925.
Il Villino Drago in via Tommaso Cannizzaro alta, su progetto dell’ing. Guido Viola, venne costruito nel 1916. In questo edificio l’impronta del tardo movimento Liberty. Il Palazzo della Dogana, edificato su progetto dell’architetto G. Lo Cascio nel 1914, sul prospetto lato mare si arricchisce di una splendida cancellata in ferro battuto intercalata da colonne lisce in ghisa, con capitelli che sorreggono le travature di una grande tettoia, sempre in ferro, di epoca ottocentesca.
Tra gli innumerevoli edifici liberty è rilevante menzionare: Villa Roberto in via Consolare Pompea (Ganzirri) una delle massime espressioni del liberty Messinese con il suo parco, Villa Martines nel Casale di S. Agata, Villa Rodriquez
Sorge sul viale della Libertà, progettata dall’ing. Guido Viola, Villa De Pasquale, Villa Pace, Villa Elena a Granatari, l’ex industria agrumaria a S. Lucia Sopra Contesse.

## Gino Coppedè a Messina
Ancora prima del palermitano Ernesto Basile giunse a Messina il fiorentino Gino Coppedè, i cui maggiori interventi si concentrarono sul corso Garibaldi, principale arteria della città nel Novecento e intorno alla quale si concentrarono le architetture più prestigiose. Oltre al palazzo del marchese Loteta sono da ricordare altri due isolati progettati da Coppedè. Risanato il corso Garibaldi, Coppedè si occupò dei progetti per la piazza del Duomo e del palazzo più famoso lì situato; Palazzo Zodiaco. Palazzo Zodiaco, con le sue decorazioni che richiamano al Medioevo e all'eclettismo tipico del Coppedè, è unico nel suo genere e lo fa tra i più apprezzati, poiché diventato anche uno dei principali punti di riferimento della città, per la sua ubicazione. 
Una delle opere massime di Coppedè a Messina, rimane senz'altro palazzo Tremi (o palazzo del Gallo), che presenta caratteri diversi dagli edifici precedenti. Le linee sono più rigide e i volumi più ampi anche se il decoro resta predominante, quasi un fronte ininterrotto.

### Altre opere di stile eclettico
Altri importanti palazzi da ricordare sono quelli siti in via Cardines, che anche se presentano figure architettoniche meno imponenti e superbe, sono uniche per il loro genere: palazzo Api e il palazzetto Coppedè, riconoscibile dalla grande formella con il Leone di S. Marco (distrutto) e dall'inconfondibile aquila inserita nelle inferriate dei balconi. Il palazzo Cerruti Bisazza, riconoscibile dall'inconfondibile Maghen David (o "stella di Davide"), inserita nelle inferriate dei balconi. Il palazzo Magaudda, sito in via Cesare Battisti, con decorazioni in cassaforma di cemento e disegni a graffito policromo.

## Camillo Puglisi Allegra
Nel dopo terremoto, importanti furono le opere del messinese Camillo Puglisi Allegra, ma in particolar modo la Galleria Vittorio Emanuele III, che dopo quella di Napoli è la più importante del Mezzogiorno e che meglio rispecchia l'eclettismo di Camillo Puglisi Allegra.

## Altro
Oltre ai palazzi dei più famosi architetti, Messina è nota per gli altri numerosi palazzi e in particolare per quelli in puro stile Liberty e con decorazioni floreali e post-floreali di artisti messinesi e non, come il palazzo della Dogana del messinese Lo Cascio, e il Grancamposanto del messinese Leone Savoja.
Opere eclettiche con elementi Liberty come il palazzo del Governo, furono progettati anche da Cesare Bazzani.

## Galleria d'immagini

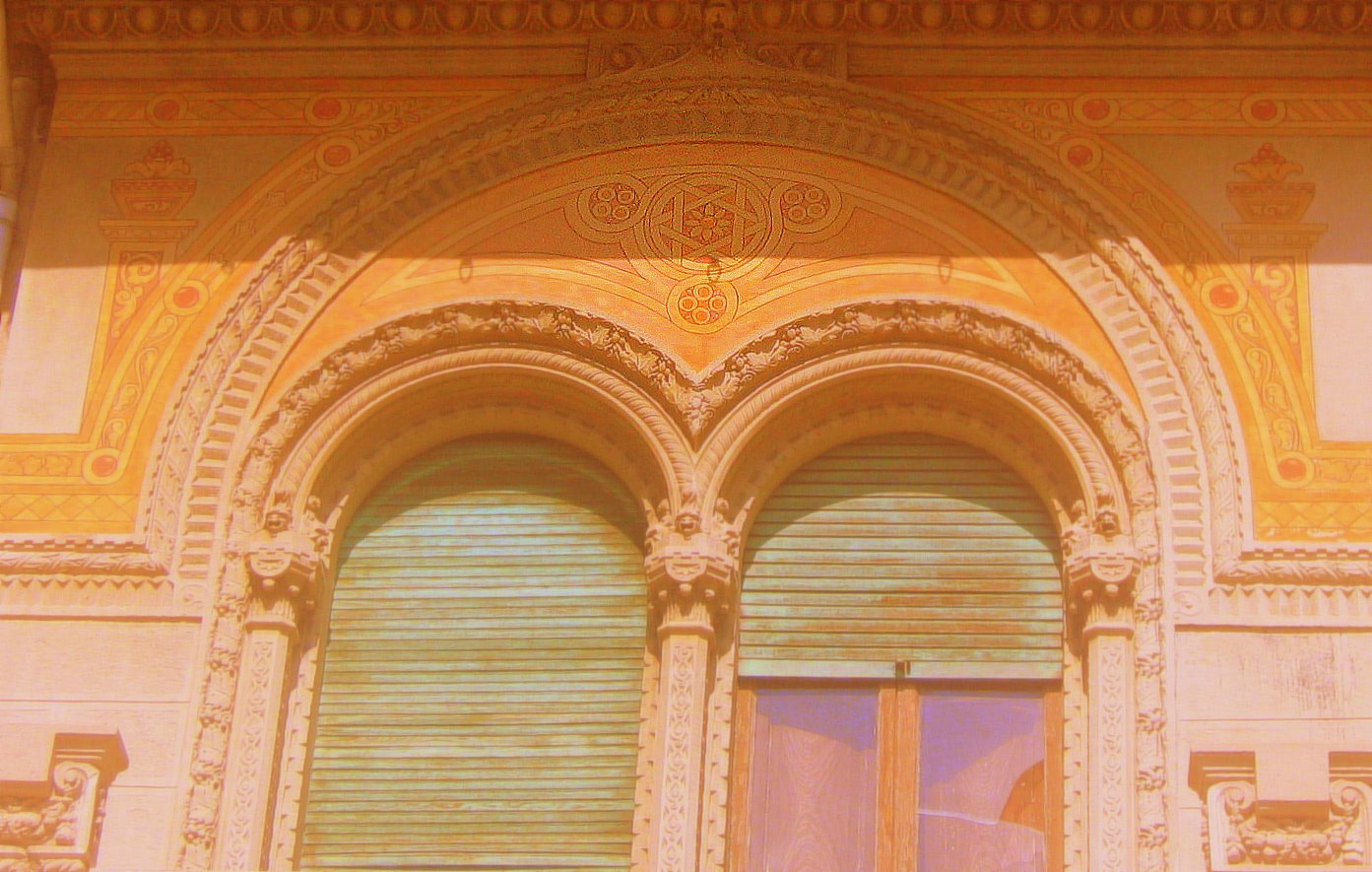
Particolare di Palazzo Magaudda
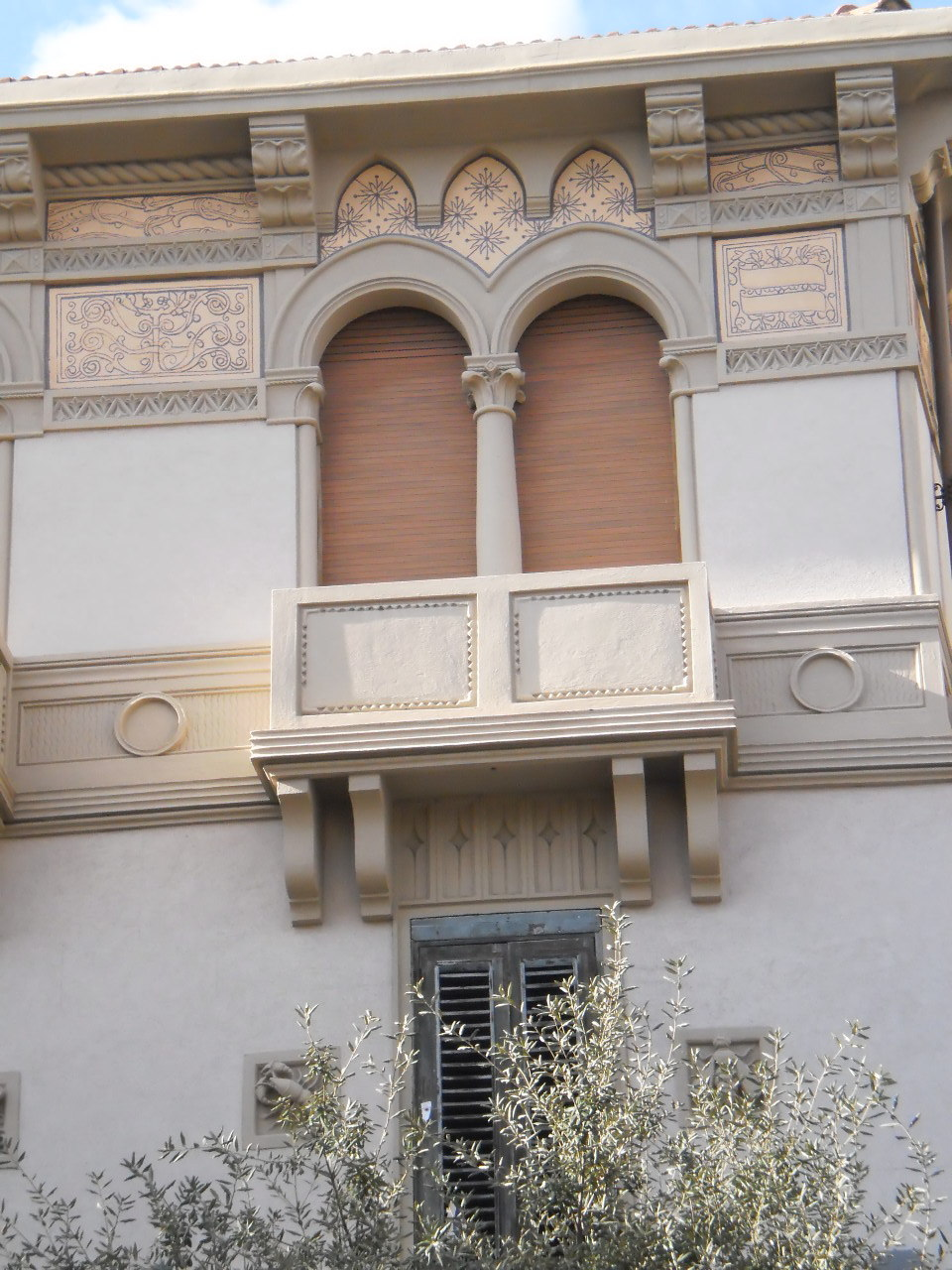
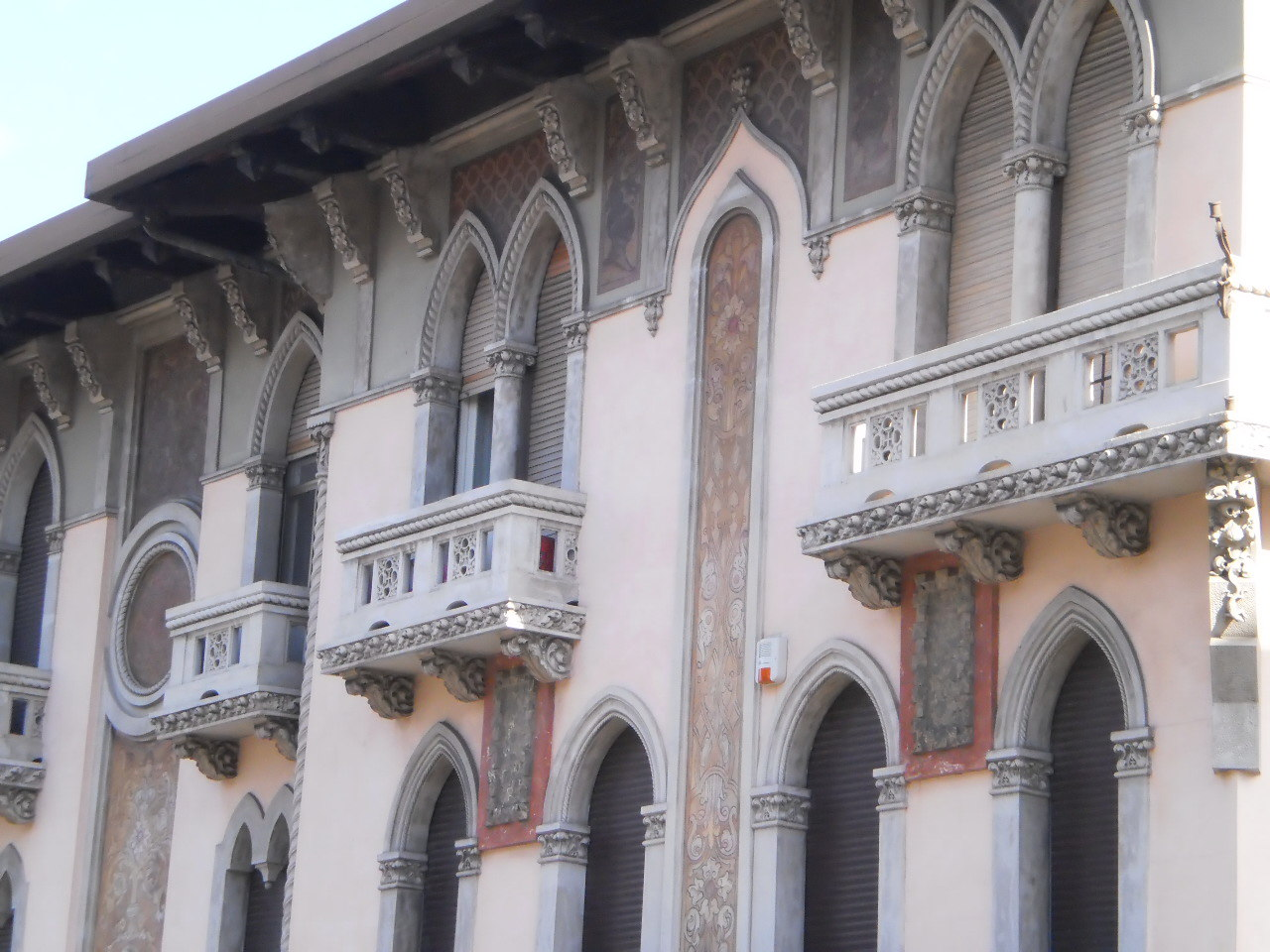
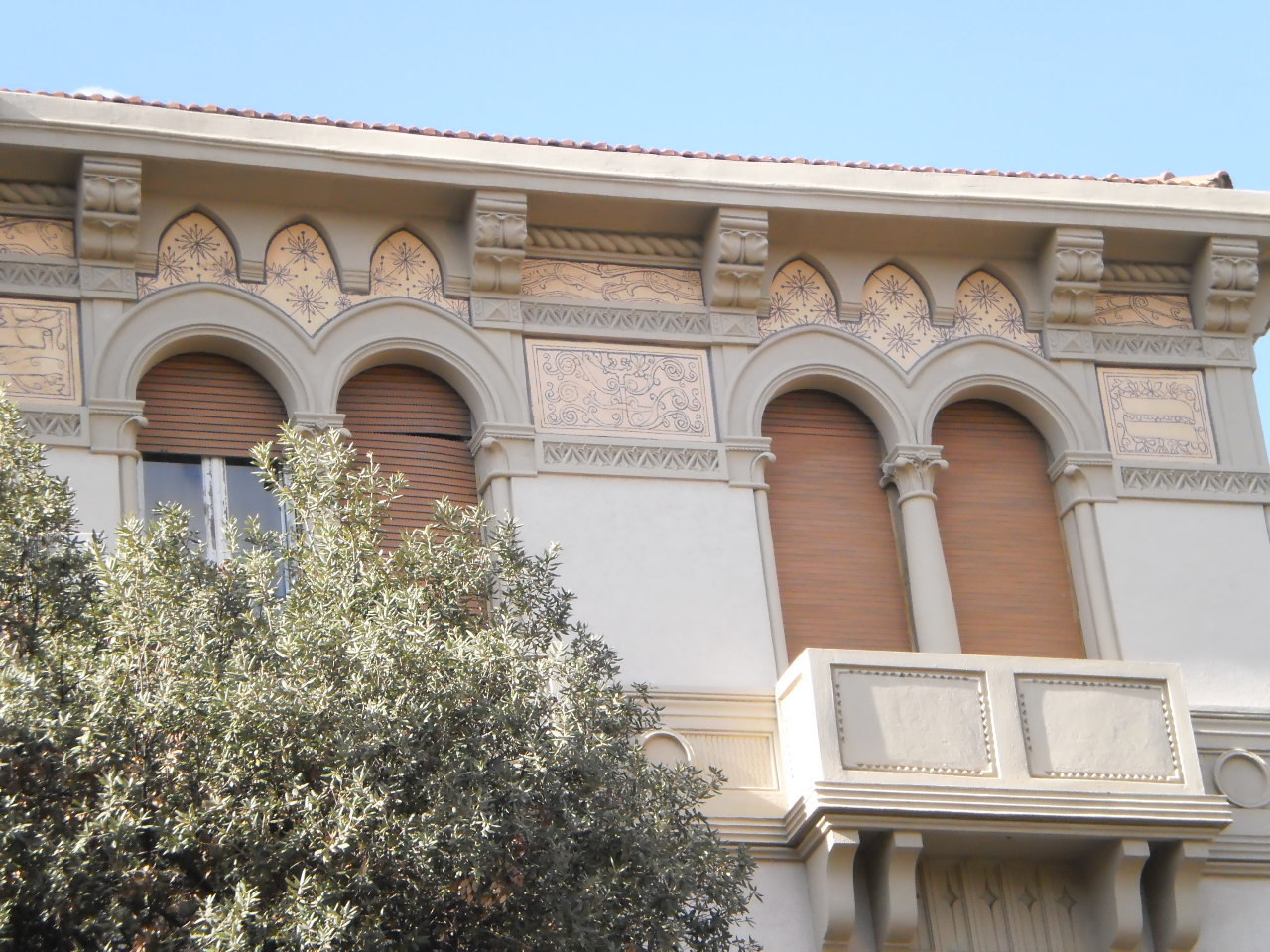
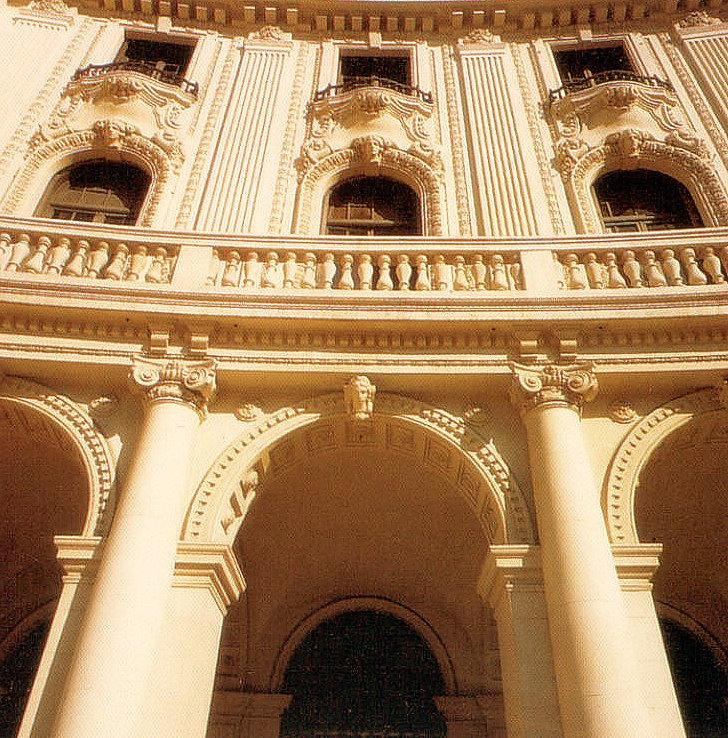
Particolare della Galleria Vittorio Emanuele
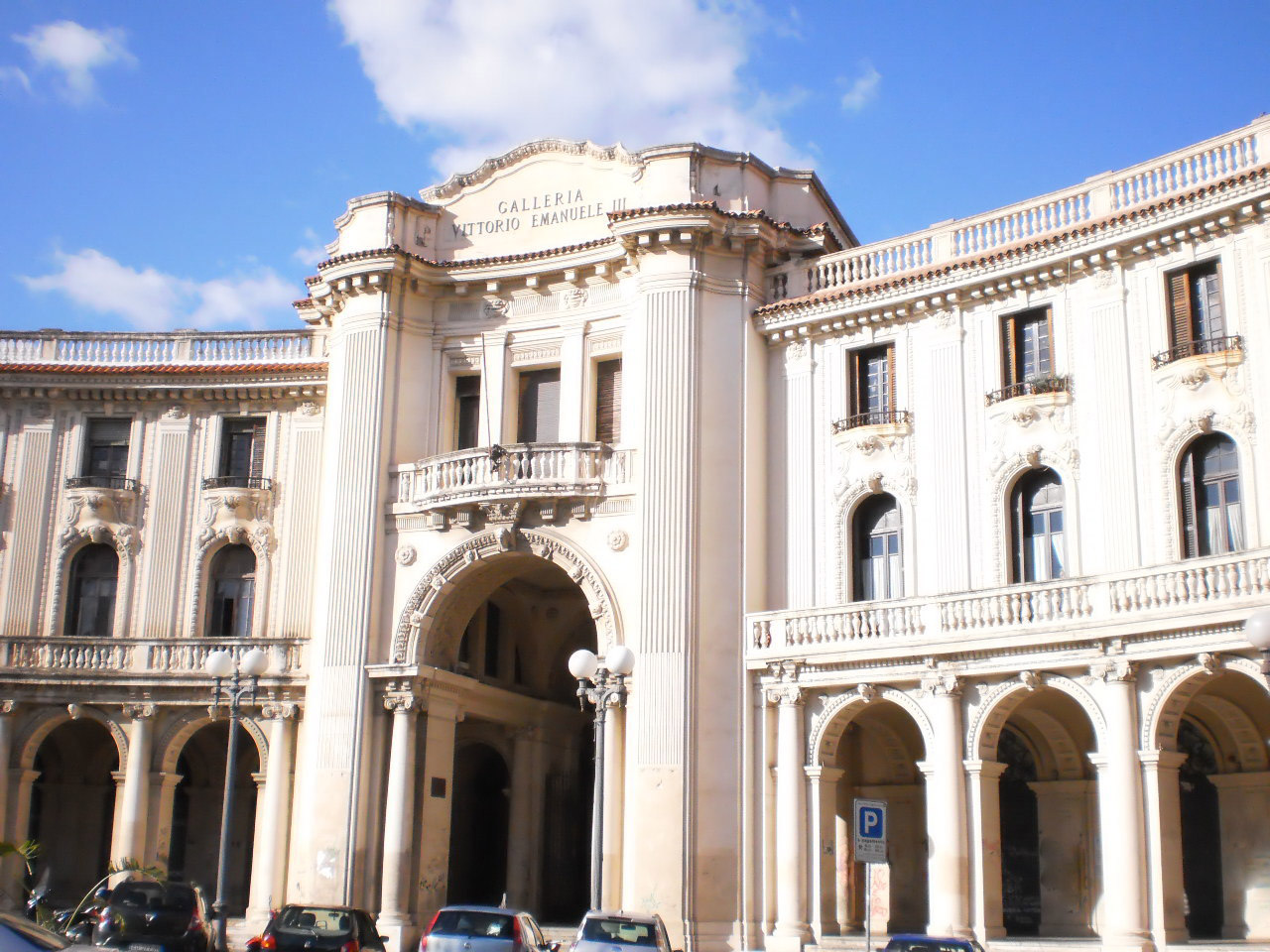
Particolare della Galleria Vittorio Emanuele III
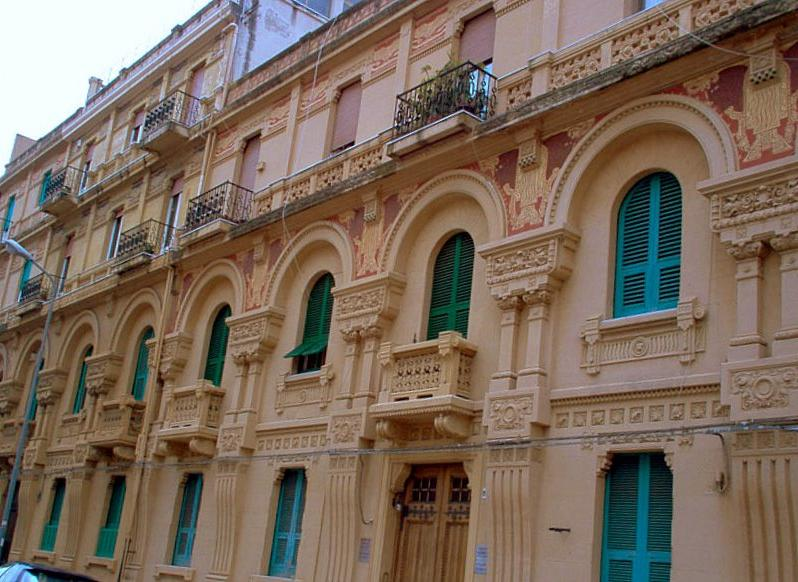
Palazzo Tremi
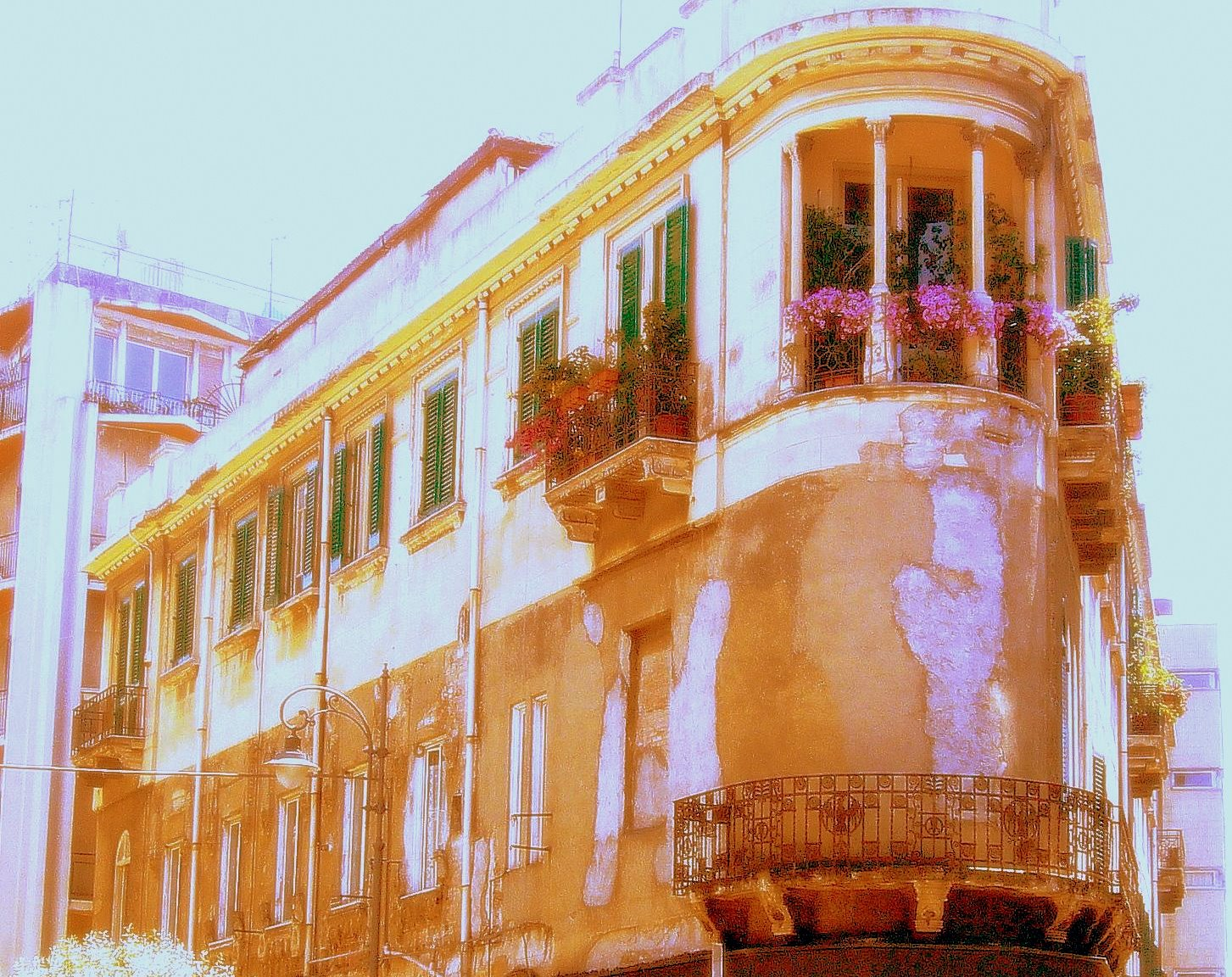
Palazzetto Coppedè

### Liberty in Italia
- Liberty a Cagliari
- Liberty a Catania
- Liberty a Milano
- Liberty a Napoli
- Liberty a Torino